# سجن مغلق
سجن مغلق هو نوع من السجون التي تتمتع بمستوى عالٍ من الإشراف على السجناء. والعكس هو السجن المفتوح. قد يكون للسجون المغلقة تصنيف إضافي من حيث الأمن.

## فنلندا
في عام 2023، من بين 28 سجنًا في فنلندا، يوجد 70% من السجناء في سجون مغلقة، و30% في سجون مفتوحة. في عام 2021، بلغ متوسط تكلفة النزيل في سجن مغلق 82500 يورو سنويًا، أي 225 يورو يوميًا. وفي السجن المفتوح تبلغ التكلفة 168 يورو في اليوم، كما تبلغ تكلفة المراقبة 63 يورو لكل سجين يوميًا. أعلنت دائرة السجون والمراقبة في فنلندا أن هدفها هو الإنتقال تدريجيًا من بيئة السجون المغلقة إلى بيئة السجون المفتوحة، وفي عام 2017، كان هناك 57 ذكرًا و16 أنثى في السجون المغلقة، و5 ذكور و1 أنثى في السجون المفتوحة.

## الدنمارك
في الدنمارك، قد تكون سجون الدولة مغلقة، وشبه مفتوحة، ومفتوحة. في السجون المحلية وفي السجن الغربي في كوبنهاغن، هناك العديد من القواعد هي نفسها المتبعة في سجون الدولة المغلقة. يحتوي السجن المغلق على عدد أكبر من الموظفين والسيطرة مقارنة بالسجن المفتوح ولديه قواعد أكثر صرامة فيما يتعلق بالمال، والمكالمات الهاتفية والزيارات، وما إلى ذلك. على سبيل المثال، يتم عادةً فحص رسائل السجناء من سجون الدولة المغلقة قبل إرسالها، باستثناء الرسائل من وإلى بعض السلطات العليا. في سجون الدولة المفتوحة، عادة لا يتم فحص الرسائلن كما انه من غير القانوني للزوار إحضار هاتفهم الخلوي إلى سجن مغلق.

## تركيا
يوجد في تركيا ثلاثة أنواع من السجون وهي المغلقة، وشبه المفتوحة (ألغيت حاليًا)، والمفتوحة. السجون المغلقة لديها فئة فرعية أخرى من السجون شديدة الحراسة، هناك سجون مغلقة للرجال البالغين، والنساء البالغات، والأطفال الذين تتراوح أعمارهم بين 12 و18 عامًا والقاصرين من (18-21 عامًا).
وفقًا للمادة 8 من قانون السجون التركي، فإن المؤسسات العقابية المغلقة، هي تلك التي يوجد فيها حراس أمن داخليين وخارجيين، مجهزين بحواجز فنية أو ميكانيكية أو إلكترونية أو مادية ضد الهروب، وأبواب الغرف والممرات تبقى مغلقة بشكل عام. ولا يمكن إجراء اتصالات خارجية مع السجناء إلا في ظل تدابير أمنية كافية، كما توفر المؤسسات المغلقة للأطفال والقاصرين التعليم والتدريب في ظل تدابير أمنية كافية ضد الهروب، بما في ذلك حراس الأمن الداخلي والخارجي

## المملكة المتحدة
من بين أربع فئات لفئات البالغين (أ، ب، ج، د) في إنجلترا وويلز، الثلاث الأولى هي من النوع المغلق.

## الولايات المتحدة
في الولايات المتحدة، تتمتع السجون بالمستويات التالية من الأمان: الحد الأقصى، والحد الأقصى من الأمان (يسمى الأمان العالي في النظام الفيدرالي)، والأمن القريب، والأمن المتوسط، والحد الأدنى من الأمن.